# Английский клуб

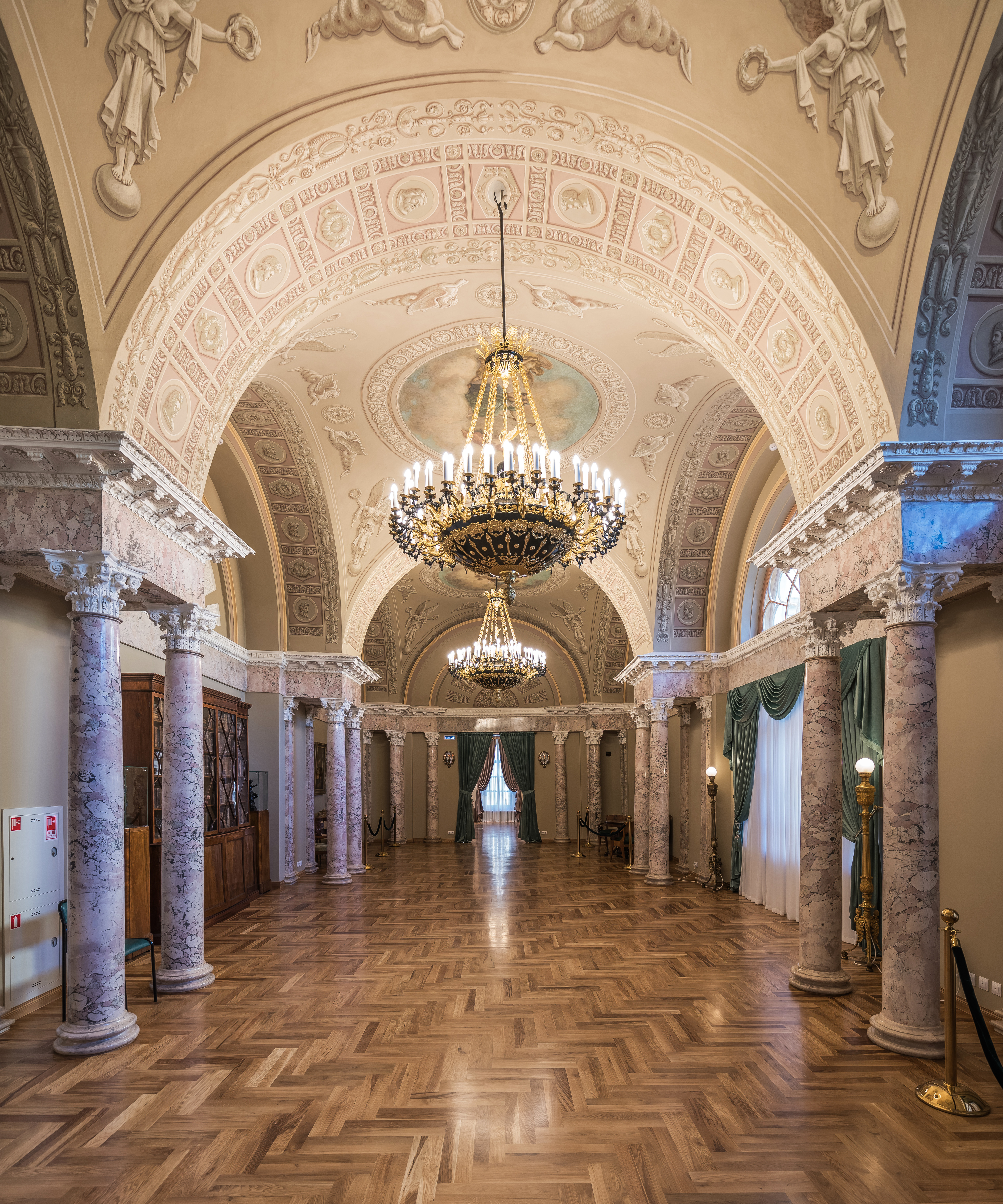
Сохранившийся фрагмент исторического интерьера Английского клуба на Тверской ул., д. 21 в Москве

Английский клуб (Английское собрание) — первый в России джентльменский клуб, центр дворянской общественной и политической жизни. В XVIII—XIX вв. славился обедами и карточной игрой, во многом определял общественное мнение. Количество членов было ограничено, новых членов принимали по рекомендациям после тайного голосования.

## История
Первые российские джентльменские клубы появились в Санкт-Петербурге, в начале царствования Екатерины II по инициативе иностранцев. Английские торговцы и предприниматели, ведущие дела в Петербурге, несколько раз в неделю собирались в гостинице, которую содержал выходец из Голландии Корнелий Гардинер. В начале 1770 года, когда гостиница закрылась, фабрикант Франц Гарднер предложил своим товарищам учредить собственный клуб, что и было сделано 1 (12) марта 1770 года. 50 учредителей Английского собрания избрали своим девизом фразу «Согласие и веселье» (лат. Concordia et laetitia).
Клуб славился своей английской кухней, основным развлечением были картёжные игры. Уже в конце 1771 года число членов дошло до 260, а к 1780 году количество желающих стать членами клуба был столь велико, что был установлен максимум в 300 человек. Было решено не принимать в члены клуба лиц выше бригадирского чина (в 1801 году под натиском генералов это правило было отменено).
Первые упоминания об Английском клубе в Москве датируются 1772 годом — эта дата принята в качестве официальной даты его появления. В документе „Определение Московской Полицеймейстерской Канцелярии от 6 июня 1772 года сказано, что Английский клуб содержали в этом году французы Петр Павлов Тюлье и Леополд Годеин в Красном Селе, в доме графа Карла Ефимовича Сиверса .
Под «Правилами Московского английского клуба» поставили свои подписи князь Сергей Гагарин, граф Иван Орлов, граф Дмитрий Хвостов, поэт Юрий Нелединский-Мелецкий, офицер и переводчик Яков Чаадаев и художник Фёдор Рокотов.
Поэт Иван Дмитриев отмечал, что ничего не может быть страннее самого названия: московский Английский клуб.
За время своего существования клуб трижды закрывался. В первый раз — в 1798 году, по указу императора Павла I (санкт-петербургский Английский клуб не был закрыт благодаря его члену, князю Петру Лопухину, в честь которого было учреждено звание «почётного члена»). В 1802 году, по восшествии на престол императора Александра, клуб был восстановлен. К концу того же года число его членов возросло до 600 человек.
С 1802 по 1812 год клуб арендовал дворец князей Гагариных у Петровских ворот. Стендаль утверждал, что «В Париже нет ни одного клуба, который мог бы с ним сравниться». Именно здесь был дан торжественный обед в честь полководца князя Петра Багратиона, описанный Львом Толстым в романе «Война и мир».
В 1802 году право посещения клуба было предоставлено дипломатическому корпусу. Среди посетителей было немало иностранцев, главным образом англичан. Старшинские журналы сначала велись на немецком языке, как более распространённом в русском обществе. В 1808—1810 годах была попытка вести журналы на русском языке, но она не увенчалась успехом. Лишь с 1817 года русский язык сделался официальным языком Английского клуба.

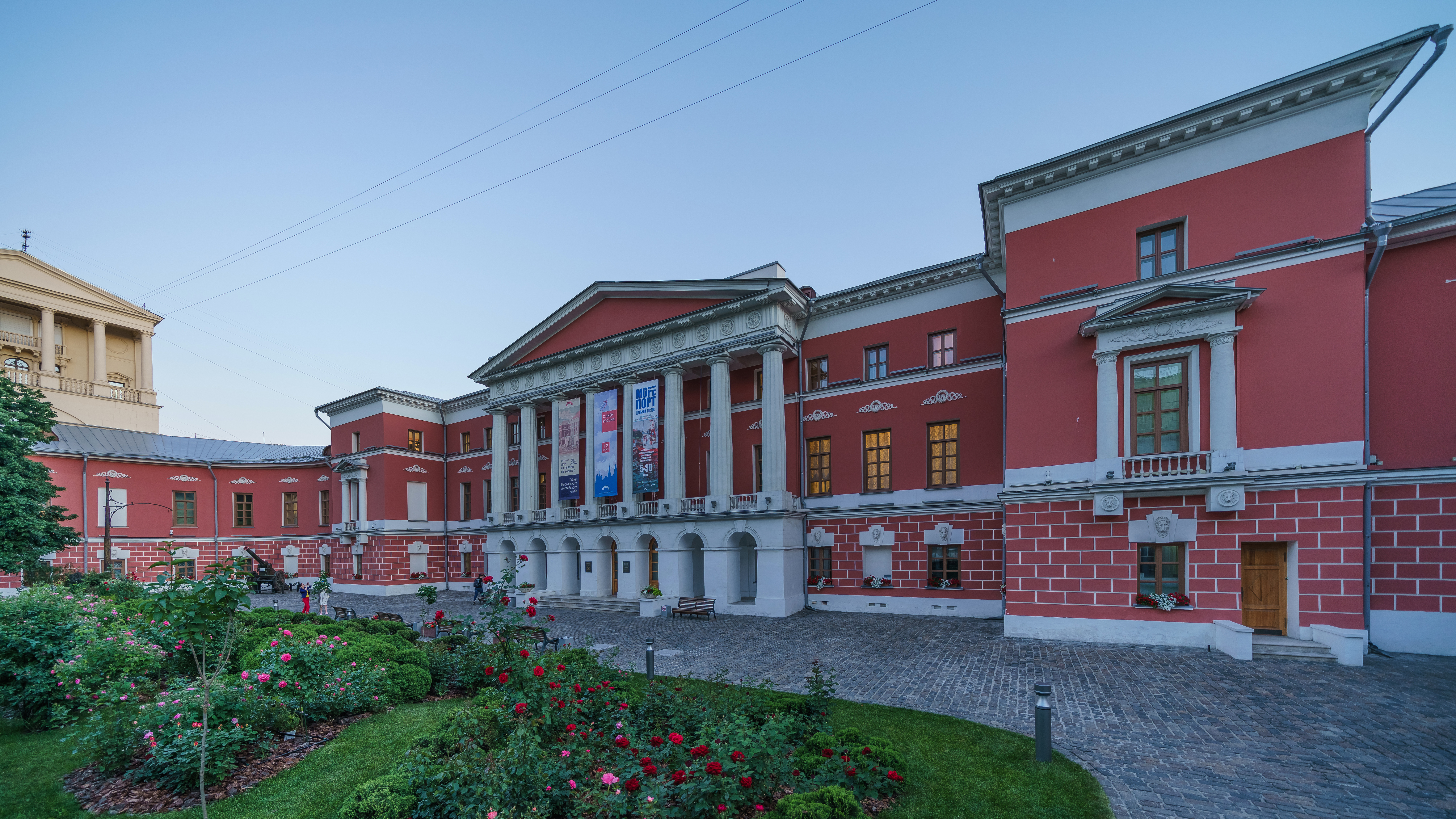
Здание Московского Английского клуба на Тверской улице

Во время Отечественной войны 1812 года московский Английский клуб вновь был закрыт, особняк Гагариных пострадал от пожара 1812 года. После того, как клуб в 1813 году возобновил свою деятельность, он несколько раз менял адреса, арендуя дом И. Бенкендорфа на Страстном бульваре, дом на Большой Никитской, дом Николая Муравьёва на Большой Дмитровке.
В 1831 году у клуба появилось постоянное помещение — дворец графов Разумовских на Тверской улице. В конце XIX — начале XX века особняк перешёл в собственность клуба. Пушкин неоднократно посещал Английский клуб, о чём упомянуто у Гиляровского, а сам дворец вместе с близлежащим Страстным монастырём был упомянут в поэме «Евгений Онегин»:
Балконы, львы на воротах
И стаи галок на крестах
В 1817 году норма числа членов клуба была снижена до 350 человек, в 1853 году — повышена до 400. В 1850-е годы на вступление в клуб насчитывалось до 1000 кандидатов, которые занимали открывавшиеся вакансии по старшинству.
Библиотека клуба представляла собой богатейшее собрание русских периодических изданий начиная с 1813 года.
В 1909 году была увеличена плата за входные билеты — за приглашение на обеды гости платили по 100 рублей. В 1912 году клуб сдал в аренду землю на Тверской улице. Перед зданием клуба торговцами были построены палатки и павильоны, которые прозвали «Английскими рядами». В начале Первой мировой войны значительная часть помещений на собственные средства клуба была переоборудована под военный госпиталь.
После Октябрьской революции 1917 года клуб был окончательно закрыт, в его здании разместилась московская милиция. 12 ноября 1922 года в здании открылась выставка «Красная Москва», что положило начало Музею Революции.
В 1996 году в Москве вновь появился Английский клуб. Его почётным старшиной был избран тогдашний мэр города Юрий Лужков.

## Члены клуба
Уже в 1780-е годы Английский клуб стал весьма популярен среди русской знати, быть членом Английского клуба — значило иметь светское положение. Члены клуба избирались на голосовании. Кандидат, не избранный на голосовании, навсегда лишался права быть кандидатом в члены клуба.
М. Н. Загоскин в своём сборнике «Москва и москвичи» писал:
Я знаю одного члена, и надобно сказать, что он вовсе не один в своём роде, который разделяет свою жизнь на четыре главные эпохи: рождение, производство в первый офицерский чин, женитьбу и поступление в члены Английского клуба.
Виднейшие люди домогались чести вступить в число членов Английского клуба; князь Чернышёв и граф Клейнмихель так и умерли, не попав в число избранных. Ф. В. Булгарин не был принят в клуб в 1827 году. С 1798 года в Английском клубе существовало звание почётного члена, которого удостаивались совсем немногие высшие сановники.
До середины XIX века в клубе доминировали представители дворянских родов — князья Юсуповы, Голицыны, Оболенские, Долгорукие, представители поместного дворянства. Во второй половине XIX века изменился социальный состав клуба. Кроме аристократии в клубе появились представители буржуазии — купцы, финансисты, промышленники.
Каждый член клуба мог привести одного гостя, которого называли также посетителем. Женщины в клуб не допускались (даже в качестве прислуги), кроме торжественных завтраков во время коронации.
Л.Н. Толстой:
"Выйдя из-за стола, Левин, чувствуя, что у него на ходьбе особенно правильно и легко мотаются руки, пошёл с Гагиным через высокие комнаты к бильярдной. Проходя через большую залу, он столкнулся с тестем.
– Ну, что? Как тебе нравится наш храм праздности? – сказал князь, взяв его под руку. – Пойдём пройдёмся.
– Я и то хотел походить, посмотреть. Это интересно.
– Да, тебе интересно. Но мне интерес уж другой, чем тебе. Ты вот смотришь на этих старичков, – сказал он, указывая на сгорбленного члена с отвислою губой, который, чуть передвигая ноги в мягких сапогах, прошёл им навстречу, – и думаешь, что они так родились шлюпиками.
– Как шлюпиками?
– Ты вот и не знаешь этого названия. Это наш клубный термин. Знаешь, как яйца катают, так когда много катают, то сделается шлюпик. Так и наш брат: ездишь-ездишь в клуб и сделаешься шлюпиком. Да, вот ты смеёшься, а наш брат уже смотрит, когда сам в шлюпики попадёт. Ты знаешь князя Чеченского? – спросил князь, и Левин видел по лицу, что он собирается рассказать что-то смешное.
– Нет, не знаю.
– Ну, как же! Ну, князь Чеченский, известный. Ну, всё равно. Вот он всегда на бильярде играет. Он ещё года три тому назад не был в шлюпиках и храбрился. И сам других шлюпиками называл. Только приезжает он раз, а швейцар наш… ты знаешь, Василий? Ну, этот толстый. Он бонмотист большой. Вот и спрашивает князь Чеченский у него: «Ну что, Василий, кто да кто приехал? А шлюпики есть?» А он ему говорит: «Вы третий». Да, брат, так-то!" ("Анна Каренина. VIII)

### Офицеры
Почётными членами клуба были: князь П. И. Багратион, генерал-майор А.Н. Чеченский,  А. П. Ермолов, М. С. Воронцов, генерал Д. В. Давыдов, М. Ф. Орлов — генерал, подписавший капитуляцию Парижа в 1814 году, фельдмаршал князь А. И. Барятинский, граф И. И. Воронцов-Дашков, М. Д. Скобелев, военный инженер барон А. И. Дельвиг — строитель московского водопровода и другие.

### Писатели
Около ста лет членами клуба были Пушкины. Сначала отец и дядя, сам Александр Сергеевич (с весны 1829 года до 1833 года), а затем и его сын — Александр Александрович. Е. А. Баратынский, П. Я. Чаадаев, Н. М. Карамзин, В. А. Жуковский, И. А. Крылов, М. А. Дмитриев, Н. В. Сушков, семья Аксаковых, Н. И. Надеждин, П. А. Вяземский, князь В. Ф. Одоевский, Л. Н. Толстой, А. Ф. Писемский, А. Н. Островский, поэт Ф. Ф. Вигель, писатель Н. А. Некрасов, М. Н. Загоскин и другие литераторы. Н. В. Гоголь был постоянным посетителем клуба.

### Актёры
Первым из актёров, вступившим в число членов клуба, был М. С. Щепкин. В клубе состояли: певец Н. Н. Фигнер, основатель Московской консерватории Н. Г. Рубинштейн, руководитель Малого театра А. И. Южин-Сумбатов, членами клуба была династия актёров Малого театра — Садовских.
В. И. Немирович-Данченко был посетителем клуба.

### Архитекторы
В начале XIX века членом клуба был архитектор О. И. Бове — строитель Большого театра. Во второй половине XIX века в клуб входили Ф. О. Шехтель, П. В. Жуковский, Ф. Г. Солнцев.

### Буржуазия
Во второй половине XIX века членами клуба были: С. И. Мамонтов, Д. В. Пискарёв, К. Т. Солдатёнков, П. И. Харитоненко. Купеческие династии — Морозовы, Кноппы, Прове, Щукины.

### Другие
Членами клуба были: П. В. Нащокин, граф Ф. И. Толстой, Н. В. Склифосовский, художник В. Е. Маковский, историки С. М. Соловьёв и Д. И. Иловайский.

### Чиновники
Министр юстиции И. И. Дмитриев, канцлер князь А. М. Горчаков, орловский губернатор В. И. Сафонович. В конце XIX века в клуб впервые вступил представитель императорской фамилии — московский генерал-губернатор великий князь Сергей Александрович.
Московские генерал-губернаторы: В. Ф. Джунковский, В. А. Долгоруков, князь Д. В. Голицын был Почётным старшиной клуба.
Городские головы Москвы: Б. Н. Чичерин и князь В. М. Голицын.
Сенатор Дмитрий Борисович Бер (1885—1887) и его брат, чиновник Министерства Финансов, статский советник Алексей Борисович Бер (с 1912 г.), действительный статский советник Николай Богданович Бекман.

## Членские взносы
Членский взнос в 1770 году был установлен в 10 рублей ассигнациями в год, в 1795 году он возрос до 50 рублей, в 1817 году — до 110 руб., в 1820 году — до 150 рублей ассигнациями, в 1840 году определён был в 35 рублей серебром, в 1852 году — в 75 рублей, с 1860 года — 100 рублей в год. За первое столетие своего существования Английский клуб, сверх пенсий и пособий, отпускавшихся ежегодно из особой кассы, препроводил в разные места и по разным поводам до 90 тысяч рублей серебром.
В комнате, которая называлась «лифостротон» (судилище), висела «чёрная доска». На доску записывали исключённых за неуплаченные долги членов клуба, которым вход воспрещался впредь до уплаты долгов.
За длительное отсутствие в клубе члены, желающие возобновить своё членство, выплачивали штраф в 300 рублей.
Большой доход клубам приносили штрафные сборы за игру в карты после официального закрытия клуба.

## Демократические традиции
Английский клуб был одной из первых российских общественных организаций. Деятельность клуба осуществлялась по уставу клуба. Все общественные должности в клубе были выборными. Избирались все: от Старшин клуба до членов библиотечного комитета. Даже наём клубной прислуги утверждался голосованием членов.

## Английский клуб в художественной литературе
Членом «аглицкого клоба» был Фамусов, персонаж комедии «Горе от ума» А.С. Грибоедова.
Московский Английский клуб упоминает в своём романе Фаддей Булгарин (Иван Выжигин, 1829), где клуб каждый вечер посещает персонаж Степан Миловидин, пьёт клюквенный лимонад, играет в вист и слушает сплетни.
Повседневную жизнь Английского клуба описали в своих этнографических очерках «Москва и москвичи» М. Н. Загоскин (1842—1850) и В. А. Гиляровский (1926 год).
В. А. Гиляровский считает, что типажи и монологи «Горя от ума» Грибоедова списаны с Английского клуба. Например, в 1815 году в члены клуба не был принят некто г-н Чатский.
Л. Н. Толстой, посещавший клуб в 1860-е, назвал его в романе «Анна Каренина» — «храм праздности».

## Санкт-Петербургский английский клуб
Санкт-Петербургский английский клуб не имел такого же значения, как московский. В XVIII веке клуб располагался на Галерной улице. Почётными членами клуба в Санкт-Петербурге были: князь Пётр Васильевич Лопухин (04.10.1798), князь Михаил Илларионович Кутузов (13.04.1813), граф Пётр Христианович Витгенштейн (07.1813), граф Сергей Кузьмич Вязмитинов (29.04.1814), граф Алексей Андреевич Аракчеев (02.01.1817), граф Иван Фёдорович Паскевич (05.1828), граф Михаил Семёнович Воронцов (29.04.1841), Алексей Петрович Ермолов, граф Александр Христофорович Бенкендорф (21.03.1842) и др. Членами петербургского клуба были М. А. Милорадович, М. М. Сперанский, А. Ф. Грот, И. П. Бунин, И. А. Крылов и другие.
Долгое время клуб занимал здание у Синего моста. Клуб был закрыт в 1917 году, восстановил свою деятельность в 1998 году.
В начале XX века по адресу Большая Морская ул., 36 располагался Новый Английский клуб. Его членами были только англичане, жившие в Санкт-Петербурге. Его председателем был британский посол сэр Джордж Бьюкенен.

## Кухня клуба
Кухня и повара клуба считались лучшими в России. Члены клуба отправляли на обучение своих поваров в Английский клуб. Любители обедов в клубе получили прозвище Клубный гастроном.
Члены клуба имели право на бесплатный завтрак в клубе.

## В других городах

### Архангельск
В 1798 году купец Готлиб Колморген открыл в собственном доме «дружеское собрание» как место сбора иностранных и местных купцов. Вскоре клуб был закрыт архангельским губернатором Лобановым-Ростовским. В том же году с согласия императора Павла I состоялось открытие второго клуба купцом Стефаном Гарлантом в доме купца Соломона Фанбрина (Solomon van Brienen).
Собственные Английские клубы существовали также в Керчи (организован в 1838 году), Екатеринославе (в 1838 — 1920 годах), Одессе (с 1842 года — в собственном здании), Кишинёве.

### Екатеринослав
Екатеринославский «Английский клуб» был основан 25 декабря 1838 года.  Первым помещением Клуба был дом Бориса Штейна. В 1850-е -1887 гг. «Английский клуб» собирался в доме майора Щербакова, впоследствии  известном как Дом Губернатора. В 1890 - 91 гг. был построен Английский клуб на улице Проточной (1891 - 1923 годах Клубная), работы архитектора Александра фон Гогена, а  в 1913 году к нему пристроен театр клуба. В екатеринославском "Английском клубе"  осуществлялись времяпрепровождения в разговорах, благотворительность, азартные игры, чтение книг и периодических изданий из клубной библиотеки, давались балы и театральные представления, проводились концерты. Членами клуба были дворяне, купцы и городские чиновники. В 1913 году в клубе насчитывалось 634 члена, среди которых были екатеринославские гражданские губернаторы и губернские предводители дворянства. Одним из участников екатеринославского клуба был М. В. Родзянко.
В советское время в доме находился Гарнизонный Дом офицеров, с 2000-х гг. здание покинуто и медленно разрушается.
С 1927 года в театре Английского клуба размещается Днепровский академический украинский музыкально-драматический театр имени Тараса Шевченко.

### Одесса
Одесский «Английский клуб» был основан 1 ноября 1831. Первый «Английский клуб» находился в доме барона Рено. Позже общество одесского «Английского клуба» собиралось в биржевом зале. Проект собственного дома для «Английского клуба» на Театральной площади выполнил архитектор Г. И. Торичелли в 1842. Строительство велось одесским купцом 2-й гильдии К. Бутырским.
Согласно Уставу одесский Английский клуб был основан для приятного времяпрепровождения в разговорах, разрешённых играх, чтении книг и периодических изданий. Состав Клуба ограничивался 350 членами. Новороссийский и Бессарабский генерал-губернатор и Одесский Градоначальник были постоянными членами Клуба, пока занимали эти должности.
С начала 1918 г. в доме работал Одесский губернский комитет КП(б)У, затем — Музей им. Октябрьской Революции.
С 1965 г. в доме был открыт единственный в СССР Музей морского торгового флота.